# شبگرد-بازهای پرستویی
شبگرد-بازهای پرستویی (نام علمی: Nyctiprogne) یکی از سرده‌های شبگرد از خانواده Caprimulgidae است. نام این سرده از دو واژهٔ Nycti به معنی شب و شب‌زی و progne به معنی پرستو است.
این سرده دارای گونه‌های زیر است:
- شبگرد-باز دم‌نواری (Nyctiprogne leucopyga)
- شبگرد-باز دم‌ساده (Nyctiprogne vielliardi)